# Gilles Quéant
Gilles Quéant, né le 24 mai 1922 à Paris 16e et mort le 29 juillet 2003 au Chesnay (Yvelines), est un acteur français.

## Biographie
Fils d'Olivier Quéant, directeur-rédacteur en chef de la revue Plaisir de France, Gilles Paul Philippe Quéant est un comédien français qui tourna pendant une trentaine d'années, avant de quitter le milieu du cinéma et de reprendre la direction de la revue anciennement dirigée par son père.

## Filmographie
- 1941 : Premier rendez-vous d'Henri Decoin
- 1941 : Mam'zelle Bonaparte de Maurice Tourneur
- 1942 : Lettres d'amour de Claude Autant-Lara
- 1947 : Ruy Blas de Pierre Billon
- 1948 : L'Aigle à deux têtes de Jean Cocteau
- 1948 : Le Secret de Monte-Cristo d'Albert Valentin
- 1948 : La leggenda di Faust de Carmine Gallone
- 1949 : Mademoiselle de La Ferté de Roger Dallier
- 1949 : Barrières de Christian-Jaque (court métrage)
- 1950 : Odette, agent S 23 de Herbert Wilcox
- 1950 : La Taverne de la Nouvelle-Orléans (Adventures of captain Fabian) de William Marshall
- 1951 : Les Mousquetaires du roi de Marcel Aboulker et Michel Ferry (film resté inachevé)
- 1951 : Night without stars d'Anthony Pelissier
- 1951 : Capitaine Ardant d'André Zwobada
- 1951 : Les Femmes du Louvre de Pierre Kast (court métrage, uniquement la voix)
- 1953 : Lucrèce Borgia de Christian-Jaque
- 1953 : Si Versailles m'était conté de Sacha Guitry
- 1954 : Face of Paris, épisode : Your favorite story de Leslie Goodwins et Jacques Nahum
- 1955 : Soupçons de Pierre Billon
- 1955 : Dimanche à Pékin de Chris Marker (court métrage, uniquement la voix)
- 1956 : Les Hommes de la baleine de Mario Ruspoli (documentaire, uniquement la voix)
- 1961 : L'Année dernière à Marienbad d'Alain Resnais
- 1961 : Vie privée de Louis Malle
- 1961 : Les Inconnus de la terre de Mario Ruspoli (court métrage, uniquement la voix)
- 1962 : Vivre sa vie de Jean-Luc Godard
- 1962 : La Saint-Firmin de Robert Destanque (court métrage, uniquement la voix)
- 1965 : Paris vu par... de Jean Rouch, dans le sketch Gare du Nord
- 1965 : La Fin d'un monde de Jean Vidal (court métrage, uniquement la voix)
- 1965 : Le Dernier Matin d'Arthur Rimbaud de Jean Barral (court métrage)
- 1966 : La Fleur de l'âge de Jean Rouch, dans le sketch Les Adolescentes : les veuves de quinze ans
- 1966 : Illusions perdues de Maurice Cazeneuve
- 1967 : La mariée était en noir de François Truffaut
- 1965 : Bourdelle de Carol-Marc Lavrillier (court métrage, uniquement la voix)

## Théâtre
- 1945 : Marie-Anne Victoire de Jacques Tournier, Studio des Champs-Élysées
- 1962 : On ne sait comment de Luigi Pirandello, mise en scène Jean Tasso,  Théâtre du Vieux-Colombier